# 谭岗村 (兖州市)
谭岗村，中国山东省济宁市兖州市漕河镇所辖的一个行政村，位于该镇西部。管口村西邻歇马亭村，南邻李村。村庄始建于明代。谭氏立村，村内有沙岗，故得名。面积0.32平方千米(475亩)，总人口405。邮编272113。行政区划代码370882107220。